# 태안경찰서
태안경찰서(泰安警察署, Taean Police Station)는 충청남도경찰청이 관할하는 경찰서 중 하나이다. 충청남도 태안군을 관할한다.
서장은 총경으로 보한다.

## 연혁
- 1948년 태안경찰서 설치
- 1956년 서산경찰서에 흡수
- 2017년 태안경찰서 재설치

## 관할 파출소 및 지구대
태안경찰서는 1개 지구대와 5개 파출소를 관할하고 있다.
| 명칭       | 사진 | 주소                       | 관할구역                    | 치안센터     |
| ---------- | ---- | -------------------------- | --------------------------- | ------------ |
| 태안지구대 |      | 태안군 태안읍 중앙로 177   | 태안군 태안읍, 근흥면, 남면 |              |
| 안면파출소 |      | 태안군 안면읍 장터로 145   | 태안군 안면읍, 고남면       | 고남치안센터 |
| 근흥파출소 |      | 태안군 근흥면 근흥로 730   | 태안군 근흥면               |              |
| 원북파출소 |      | 태안군 원북면 상리길 31-4  | 태안군 원북면, 이원면       | 이원치안센터 |
| 소원파출소 |      | 태안군 소원면 신덕길 17-1  | 태안군 소원면               |              |
| 남면파출소 |      | 태안군 남면 안면대로 883-2 | 태안군 남면                 |              |

## 같이 보기
- 대한민국의 경찰
- 대한민국 경찰청
- 경찰관 계급